# Katarzyna Sienkiewicz (wokalistka)
Katarzyna Maria Sienkiewicz (ur. 18 października 1992 w Warszawie) – polska piosenkarka, autorka tekstów piosenek, dziennikarka muzyczna i aktorka dubbingowa.

## Życiorys
Jest córką piosenkarza Jakuba Sienkiewicza, lidera zespołu muzycznego Elektryczne Gitary. Wraz ze swoim bratem Jackiem Sienkiewiczem tworzy grupę folk-popową Kwiat Jabłoni, która oficjalnie funkcjonuje od marca 2018. Przed powstaniem Kwiatu Jabłoni młodzi wokaliści występowali w zespole Hollow Quartet. Katarzyna Sienkiewicz występuje na scenie, śpiewając z bratem Jackiem, a dodatkowo gra na instrumentach klawiszowych; reżyseruje także teledyski do utworów zespołu.
Absolwentka muzykologii na Wydziale Nauk o Kulturze i Sztuce Uniwersytetu Warszawskiego (licencjat – 2016).
Gościnnie wystąpiła w utworach „Pochodnia” zespołu T.Love i „Nie mówię tak, nie mówię nie” Wiktora Dyduły.
W latach 2021–2022 prowadziła audycję Kwiaty polskie w Meloradiu.
Okazjonalnie pracuje jako aktorka dubbingowa – użyczyła głosu głównej postaci w kinowej animacji pt. Elfinki.

## Poglądy
Jest ateistką i weganką. Angażowała się w różne projekty dotyczące obrony zwierząt, jak i takie, które informowały o skutkach nadmiernego konsumpcjonizmu.